# BCF 17
BCF 17 — марка нефти, добываемая в Венесуэле. Использовалась при установлении цены на марки экспортной нефти в регионе Персидского залива. Плотность составляет 16.5° API, содержание серы — 2.53%. До января 2009 г. входила в корзину ОПЕК, затем была заменена на "Merey".
Другие марки Венесуэлы: Merey, Zuata, BCF-22, Laguna Blend 22.